# دیوید جونز (کارگردان)
دیوید جونز (انگلیسی: David Jones؛ ۱۹ فوریهٔ ۱۹۳۴ – ۱۹ سپتامبر ۲۰۰۸) یک کارگردان فیلم، تئاتر و تلویزیون اهل بریتانیا بود.

## بخشی از فیلم‌شناسی
- خیانت
- چاقوی ضامن‌دار
- محاکمه